# Гончаровка (Казахстан)
Гончаро́вка (каз. Гончаров) — село у складі Кизилжарського району Північноказахстанської області Казахстану. Входить до складу Березівського сільського округу.
Населення — 97 осіб (2021; 122 у 2009, 150 у 1999, 162 у 1989).
Національний склад станом на 1989 рік:
- росіяни — 100 %.